# Eduardo Francisco da Silva Neto
Eduardo Francisco de Silva Neto, också känd som Dudu, född 1980 i Rio de Janeiro, är en brasiliansk före detta fotbollsspelare som sedan augusti 2015 avslutat sin aktiva karriär.
Dudu spelade 2003 med Kalmar FF i Superettan. Han kom till Kalmar FF tillsammans med Daniel Mendes, efter att de båda blivit handplockade av Nanne Bergstrand, som i november 2002 varit på semester på Copa Cabana. Dudu gjorde succé i den rödvita tröjan genom att ofta komma med i målprotokollen i viktiga matcher. Totalt blev det sex mål i Superettan under säsongen. Den 14 september 2003 gjorde Dudu både målen i en 2-1-vinst i seriefinalen mot BK Häcken.

## Klubbkarriär
- 1999-2001 Vitória
- 2002 Guarani
- 2002 Botafogo
- 2003 Kalmar FF
- 2004 América
- 2004 Cruzeiro
- 2004-2006 Seongnam Ilhwa Chunma
- 2006-2008 FC Seoul
- 2008 Seongnam Ilhwa Chunma - på lån
- 2009 Tombense
- 2009-2010 Omiya Ardija
- 2011 Figueirense - på lån
- 2011 Duque de Caxias
- 2012 Boavista SC
- 2012 CA Bragantino
- 2013 Guarani
- 2014 Bonsucesso

## Spelstil
Dudu var en stor, stark vänsterfotad forward som dessutom hade ett mycket rappt steg.

## Kontrovers
Måndagen den 19 juni 2011 körde Dudu bil i staden Florianopolis, utan att ha körkort och krockade med en stolpe. Följden blev att två medpassagerare dog i kraschen och en tredje hamnade på sjukhus, medan Dudu klarade sig helt oskadd.

## Meriter

### Individuellt
- K-League Top Scorer : 2008

### Seongnam Ilhwa
- K-League: 2006